# آتيتور
 آتيتور  هو  نظام إدارة التعلّم والمحتوى (ن إ ت م)  مؤسّس على الويب مفتوح المصدر صمّم مع سهل الوصول والتكيّف مع العقل. هو أداة تستعمل لتطوير وإدارة الفصول على الخط، كثيرا مثل الآخر  أنظمة إدارة التعلّم (أ إ ت) ، لكن بالقدرة الإضافية لإنشاء، مشاركة، وإدارة محتوى التعلّم.

## أنظمة إدارة محتوى التعلّم الأخرى
- موودل
- دوكيوس

## وصلات خارجية
- Atutor publisher's site